# Cheng Kaijia
Cheng Kaijia (chino simplificado: 程开甲, chino tradicional: 程開甲, pinyin: Chéng Kāijiǎ; Suzhou; 3 de agosto de 1918-Pekín; 17 de noviembre de 2018), también conocido como Cheng Kai-jia o Cheng Kai Jia, fue un físico nuclear e ingeniero chino, pionero y figura clave en el desarrollo de armas nucleares de China.

## Reseña biográfica

### Vida
Cheng nació en el distrito de Wujiang, condado de Wujiang, provincia de Jiangsu, en 1918. Se graduó en el Departamento de Física de la Universidad de Zhejiang en 1941. En 1946 se fue a Gran Bretaña y estudió en la Universidad de Edimburgo, donde obtuvo un doctorado en 1948 (su supervisor fue Max Born). Luego se convirtió en investigador en el Reino Unido.
Cheng regresó a la República Popular China en 1950 y trabajó en la docencia como profesor asociado de la Universidad de Zhejiang. Posteriormente fue a Nanjing, donde se convirtió en profesor asociado en la Universidad de Nankín, y más tarde fue ascendido a plena cátedra.
Cheng fue pionero de la tecnología nuclear china y jugó un papel importante en el desarrollo de la primera bomba atómica china. Primero calculó la temperatura interna y la presión para la explosión de la bomba atómica en China. Su cálculo era una tarea extremadamente pesada y casi manual, ya que durante ese tiempo China no tenía ningún equipo o incluso calculadora. También resolvió el mecanismo de la explosión interna, lo que permitió apoyar el diseño de la bomba. Fue director en jefe durante muchos ensayos de armas y bases nucleares y sus procesos de explosión.
Cheng fue elegido miembro de la Academia de Ciencias de China. Fue también un miembro permanente del Comité de Ciencia y Tecnología de la Corporación Nacional China de la Industria Nuclear. Fue ex vicepresidente del Instituto de Investigación de Armas Nucleares, y Director Jefe Adjunto del Instituto de Investigación de Armas Nucleares de la República Popular de China.